# Kang Ye-won

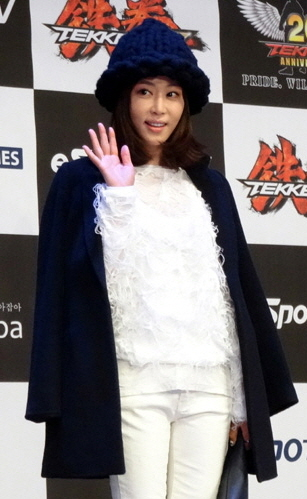
Kang Ye-won nel gennaio 2015.

Kang Ye-won, nata Kim Ji-eun (Seul, 15 maggio 1980), è un'attrice sudcoreana.

## Biografia
Nata a Seul il 15 maggio 1980, intraprende la carriera di attrice nel 2000, partecipando a pellicole quali The Red Shoes (2005), 1beonga-ui gijeok (2007), Nae yeon-ae-ui gi-eok (2014), Yeon-ae-ui mat (2015) e Part Time Spy (2017), nonché alla serie televisiva k-drama Sweet Home (2020).